# Ettore Setten
Ettore Setten (Mansuè, 17 settembre 1948) è un imprenditore e dirigente sportivo italiano.

## Biografia e carriera imprenditoriale
Proviene da una famiglia di imprenditori; in particolare, il fratello Genesio è un noto imprenditore attivo tra le province di Treviso e Pordenone.
Dopo aver conseguito il diploma di geometra, negli anni settanta, in un periodo di congiuntura economica sfavorevole, fondò alcune aziende operanti nel settore dell'arredamento le quali, aggiungendosi ad altre da lui acquisite, sono andate a comporre il Gruppo Setten.
Il 2 giugno 1992 è stato nominato ufficiale dell'Ordine al Merito della Repubblica Italiana.
Nel 1996 tentò la carriera politica candidandosi con il Polo per le Libertà per l'elezione al Parlamento Italiano: ottenendo il 26,9% dei voti, fu sconfitto dal rappresentante della Lega Nord Guido Dussin.

### Ciclismo
Negli anni Ottanta e nella prima parte degli anni Novanta la Record Cucine di Ettore Setten fu il primo sponsor della squadra ciclistica dilettantistica pordenonese, il G.S. Caneva del general manager Gianni Biz. In quegli anni il G.S. Caneva divenne la società ciclistica dilettantistica più blasonata in Italia, i suoi atleti vinsero diversi titoli nazionali e mondiali portando il G.S. Caneva ad essere una delle società ciclistiche con più vittorie al mondo. La sponsorizzazione al G.S. Caneva terminò quando Setten decise di sponsorizzare il Napoli in Serie A.

### Calcio

#### Oderzo
Negli anni ottanta entrò nel mondo del calcio acquistando l'Unione Sportiva Opitergina, squadra dilettantistica di Oderzo.
Con Setten alla guida i biancorossi restarono per dieci anni in Interregionale. In particolare nel 1985 entra a far parte della rosa della squadra il centrocampista Luigi Delneri.

#### Napoli
Una volta ceduta la società opitergina, Setten nei primi anni novanta sponsorizza il Napoli Calcio mettendo il marchio Record Cucine sulle maglie. Verso la fine del 1994, trovandosi la squadra partenopea in difficoltà economiche e sportive, l'allora presidente Corrado Ferlaino cedette le sue quote ad un trio di imprenditori tra cui lo stesso Setten.
Poco tempo dopo Ferlaino ricomprò le azioni ritornando ai vertici della società; Setten in seguito rescisse il contratto di sponsorizzazione lasciando Napoli e tornando in Veneto.

#### Pordenone
Sempre a fine 1994 Setten entra nel CdA del Pordenone Calcio. Con lui la squadra friulana ottiene due promozioni consecutive, vincendo immediatamente sia il campionato di Promozione 1994, sia quello di Eccellenza nel 1995 garantendosi così l'accesso al Campionato Nazionale Dilettanti. Dopo due stagioni terminate con posizioni di classifica medio-alte, la squadra tenta tre volte la scalata alla Serie C2: in particolare nel 2001 la squadra, dopo aver guidato a lungo il campionato, perde l'ultima partita con il Thiene che garantisce a quest'ultimo la promozione.
La promozione avviene al termine della stagione 2001-2002. Nella stagione successiva la squadra si salva sul campo, con l'iscrizione al campionato successivo che viene respinta dalla FIGC per inadempienze economiche.

#### Treviso: si avvera il sogno della Serie A
In quel momento l'imprenditore di Oderzo era già presidente del Treviso. Con Setten la squadra veneta viene promossa in Serie B e, dopo due stagioni, ottiene la prima storica promozione in Serie A, sebbene a tavolino a seguito di guai giudiziari del Genoa.
Setten e la dirigenza, in meno di un mese, fecero il possibile per allestire una rosa per la massima serie. Per la prima volta il calcio Treviso approdava in Serie A anche se il sogno dura pochi mesi e a fine campionato giunge la retrocessione in Serie B.
Nel 2008-2009 il Treviso retrocede nel terzo livello, la Lega Pro Prima Divisione, nell'anno del centenario, con la retrocessione aritmetica avvenuta nel derby con il Vicenza (1-0 per il Vicenza). Durante l'estate Setten lascia il Treviso non iscrivendolo nella categoria di competenza.
A seguito di tale dissesto, il 5 maggio 2011 Setten viene inibito per cinque anni.